# Beyaz peynir
El beyaz peynir (significando "queso blanco" en turco) es un queso curado en salmuera producido a partir de leche de cabra, vaca o de oveja no pasteurizada. El queso tiene una apariencia ligeramente granulada y es similar a feta, sirene y otros quesos blancos balcánicos. El cuajo vegetal se agrega a la leche de oveja como agente de coagulación. Una vez que se producen las cuajadas, se prensan, se cortan y se cuelan antes de cortarlas en bloques que se salan y se colocan en una solución de salmuera durante aproximadamente seis meses.
El beyaz peynir se produce en una variedad de estilos, que van desde la cuajada de queso sin madurar hasta una versión madura bastante fuerte. Se come solo, por ejemplo, como parte del desayuno tradicional turco o con Rakı como un meze, se usa en ensaladas y se incorpora a alimentos cocidos como menemen, börek, gözleme y pide.